# Юго-Западное Онтарио
Юго-Западное Онтарио — часть области Южное Онтарио в канадской провинции Онтарио с центром в городе Лондон. Оно занимает территорию от полуострова Бруса на озере Гурон до озера Эри и от Китченера до Уинсора
.
Раньше определение области включало Гуэлф и Оранжвилл, хотя не так давно эти муниципалитеты были включены в растущий регион Голден-Хорсшу, а многие жители этих городов связаны с Большим Торонто.

## История
Юго-Западное Онтарио является частью провинции с самого начала и до 1840 года носило название Верхняя Канада. В XIX и в начале XX века самым крупным городом региона был Уинсор, однако со временем он уступил своё место Лондону.

## Административное деление

### Регионы
- Графство Брант
- Графство Брюс
- Графство Веллингтон
- Графство Грей
- Графство Лэмбтон
- Графство Мидлсекс
- Графство Норфолк
- Графство Оксфорд
- Графство Перт
- Район Уотерлу
- Графство Халдиманд
- Графство Хьюрон
- Чатем-Кент
- Графство Элджин
- Графство Эссекс

### Города
Три основных центра: Лондон, Китченер и Уинсор, — населяет около 2,5 млн человек. Другими значимыми городами области являются Чатем, Ингерсол, Овен-Саунд, Сарния, Сент-Томас, Годерич, Стратфорд, Тилсонбург, Вудсток.

## География
Полуостров Брюса и побережье залива Джорджиан, включая Blue Mountain, являются частью Georgian Triangle. Юго-Западное Онтарио ограничено заливом Джорджиан, озегор Гурон, реками Детройт и Сент-Клер и озёрами Эри и Онтарио. Регион, расположенный непосредственно между озёрами Гурон и Эри, в народе носит название Средне-Западное Онтарио.
Из-за института Западного Онтарио, расположенного в области, регион может быть назван Западным Онтарио. Этот вопрос является предметом споров, но область не является больше самой западной частью провинции.
В Юго-Западном Онтарио находится самая южная точка Канады — остров Мидл.

## Экономика
Юго-Западное Онтарио — процветающий сельскохозяйственный регион, где выращивается в основном табак, сладкая кукуруза, соя, озимая пшеница, рапс и томаты. Мясные и молочные фермы, разведение породистых лошадей и виноделие также являются важной составляющей сельского хозяйства региона. Область имеет самый мягкий в Канаде климат с самым длинным сельскохозяйственным сезоном в стране. Большая часть Юго-Западного Онтарио входила в поселение Талбот.
Экономика региона сильно связана с экономикой США, в частности с экономикой приграничного штата Мичиган. Автомобильные заводы, сельское хозяйство и высокие технологии являются основными компонентами экономики региона. Кроме этого в регионе проходят важные транспортные линии, соединяющие Канаду с восточными штатами.